# 佐賀工業専門学校
佐賀工業専門学校（さがこうぎょうせんもんがっこう）とは、佐賀県佐賀市高木瀬西にある自動車、エアポートサービスに関する専修学校。学校法人江楠学園が運営。佐賀県専修学校各種学校連合会、全国自動車大学校・整備専門学校協会加盟校。。1978年、佐賀工業専門に改称。

## 沿革
- 1935年 3月25日 学校法人佐賀電波学園の設置認可。
- 1977年11月16日 佐賀専修学校の設置認可。
- 1978年 5月 佐賀工業専門学校に改称。
- 1979年 4月 建築学科を新設。
- 1984年 4月 自動車学科の定員を40名から50名増員。
- 1985年 4月 製図トレース学科を新設。
- 1986年 4月 製図トレース学科をコンピュータトレース学科へ改称。
- 1987年 4月 メカトロ工学科を新設。
- 1995年 4月 自動車学科が専門士（工業関係専門課程）の称号が付与できる専修学校の専門課程として認可。
- 2000年 4月 学校法人佐賀電波学園を学校法人江楠学園へ改称。
- 2015年 8月9日 江楠学園創立60周年記念式典を挙行。
- 2016年 4月 自動車学科が職業実践専門課程の認定。

## 所在地
佐賀県佐賀市高木瀬西三丁目7番1号

## 設置学科
- 工業専門課程
  - 自動車整備学科（職業実践専門課程）
  - エアポートサービス学科